# 拉斯伯里島 (阿拉斯加州)

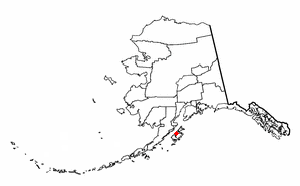

拉斯伯里島是美國阿拉斯加州的島嶼，位於阿拉斯加灣，屬於科迪亞克群島的一部分，長28公里、寬12公里，面積192平方公里，最高點海拔高度約1,000米。

## 外部連結
- Raspberry Island Remote Lodge （页面存档备份，存于）

58°04′02″N 153°10′55″W / 58.06722°N 153.18194°W